# Kazimierz Pawłowski
Kazimierz Pawłowski (ur. 1875 w Zgierzu, zm. 1949 w Andrychowie) – polski polityk, prezydent Zawiercia w latach 1922–1926.

## Biografia
Uczył się w Gimnazjum Kasprzyckiego w Zawierciu oraz Technicznej Szkole Włókienniczej w Łodzi. Wykładał na zawierciańskim Uniwersytecie dla Wszystkich. Przed I wojną światową uczestniczył w demonstracjach na terenie miasta. W 1922 roku został prezydentem Zawiercia. Zrezygnował z funkcji w 1926 roku wkrótce po odwołaniu przez wojewodę członka Magistratu, Józefa Bogdała. Następnie pełnił funkcję radnego. W 1928 roku został członkiem Wydziału Powiatowego, następnie pracował w TAZ jako kierownik przędzalni. W trakcie II wojny światowej pracował w Zakładach Włókienniczych w Andrychowie.